# Лайпцигски процес
 Тази статия е за процеса от 1933 г..  За делото от 1872 г. вижте Лайпцигски процес (1872).  
Лайпцигският процес е съдебен процес (21 септември – 23 декември 1933) в Лайпциг срещу Маринус ван дер Любе, Ернст Торглер, Георги Димитров, Благой Попов и Васил Танев, обвинени в подпалването на сградата на Райхстага – парламента на Германия.

## Пожар в Райхстага
На парламентарните избори в Германия през юли 1932 година Националсоциалистическата германска работническа партия получава най-голям брой гласове, но не и парламентарно мнозинство, резултат, който се потвърждава на предсрочни избори през ноември. На 30 януари 1933 година лидерът на националсоциалистите Адолф Хитлер става канцлер без да разполага с мнозинство в парламента.
На 27 февруари 1933 г. избухва пожар в сградата на Райхстага. Потушен е към 22:30 часа. На сградата са нанесени значителни материални щети.

## Политическа реакция
Пожарът е повод за издаването на „Заповед на Райхпрезидента за защита на народа и държавата“ и разправа с политическите опоненти на Адолф Хитлер. Още на 3 март е задържан Ернст Телман – депутат и председател на Комунистическата партия на Германия, който обаче не е съден (заради провала на Лайпцигския процес), а е държан в затвора и е разстрелян в концлагера Бухенвалд на 18 август 1944 г.

## Разследване
Във връзка с палежа е задържан нидерландският гражданин Маринус ван дер Любе. Доброволно се предава заместник-председателят на комунистическата група в Райхстага Ернст Торглер.
На 9 март на излизане от берлинската бирария „Байернхоф“ са задържани българите Георги Димитров, Васил Танев и Благой Попов, членове на Централния комитет на Българската комунистическа партия, които са отведени на мястото на пожара, след което са обвинени за палежа. Според разследващите арестът им става случайно, след сигнал на келнер в ресторанта, решил, че тримата говорят на руски. Според съвременни изследователи Димитров вече е известен на полицията и арестът му е в опит за свързване на Коминтерна с палежа. Както се установява, Димитров има алиби за нощта на палежа, когато се намира във влака от Мюнхен за Берлин със скорошна своя позната, като впоследствие разследването разкрива множество други любовни връзки, които поддържа едновременно.
Следствието по палежа продължава половин година, а след приключването му, на 18 септември, обвиняемите са преместени в Лайпциг, където трябва да се проведе съдебният процес.

## Съдебен процес
Съдебните заседания започват на 21 септември 1933 година като основен обвиняем е Маринус ван дер Любе, а Торглер, Димитров, Попов и Танев са обвинени в съучастие. Съдебният състав на Имперския съд е председателстван от д-р Вилхелм Бюнгер.
Още през март Георги Димитров е упълномощил за свой адвокат Роткюгел, но впоследствие се отказва и избира цяла група защитници – двама българи, германец, американец и трима французи. Те не са допуснати в процеса, а няколко от тях, явили се в съдебната зала, са осъдени на 10 дни затвор за оскърбление на съда и са експулсирани от Германия. В отговор Димитров се отказва от служебния защитник Тайхарт, заявявайки, че ще се защитава сам. С тези действия той привлича вниманието на медиите и публиката, за които се превръща в централна фигура на процеса.
В съда Георги Димитров се държи подчертано предизвикателно, позовава се ловко на либералното германско законодателство, разпитва агресивно свидетелите на обвинението, произнася пропагандни речи и пет пъти е изгонван от залата от съда, заради острите си реплики. Особен отзвук предизвиква разпитът му на явилия се като свидетел висш националсоциалистически функционер Херман Гьоринг, министър на вътрешните работи на Прусия, който изпуска нервите си и е подложен на подигравки от Димитров.
Свидетели на обвинението са също полицейски служители и министъра на пропагандата Йозеф Гьобелс.

Лайпцигският процес продължава в 56 съдебни заседания до 16 декември, когато са произнесени финалните пледоарии. Присъдите са произнесени на 23 декември, като Ван дер Любе е осъден на смърт и по-късно екзекутиран чрез обезглавяване с брадва, а останалите обвиняеми са оправдани.
След сигнал на берлински адвокат присъдата на Маринус ван дер Любе е отменена през 2008 г. на основание закон от 1998 г., който позволява реабилитиране на лица, осъдени в Нацистка Германия. Смъртната присъда е била издадена въз основа на незаконни препоръки на националсоциалистите.
След края на процеса Ернст Торглер е интерниран в концентрационен лагер, по-късно е изключен от Комунистическата партия и сътрудничи на националсоциалистите. Тримата българи също са задържани, заради неизяснения им правен статут при липса на редовни документи за гражданството им.
Още след края на процеса Димитров иска от германските власти да бъде екстрадиран в Чехословакия или Франция. Същевременно той прави постъпки пред българското правителство да се върне в страната, надявайки се при нов публичен процес да постигне отмяна на смъртната си присъда там. В германските власти има разногласия за съдбата на тримата оправдани българи. Херман Гьоринг настоява за тяхното изпращане в лагер и дори планира да бъдат отвлечени и убити, но не се решава да действа през главата на канцлера Адолф Хитлер, който обявява публично, че присъдата ще бъде изпълнена и тримата ще бъдат освободени. Българският министър-председател Никола Мушанов отказва да ги приеме в България, опасявайки се от политическите последствия при евентуален публичен процес, и на 13 февруари правителството обявява, че не смята тримата за български граждани. Три дни по-късно те получават съветско гражданство, а на 27 февруари са екстрадирани от Германия и заминават за Москва с редовен самолетен полет.

## Международна реакция
Лайпцигският процес и разследването преди него предизвикват масова публична реакция в Западна Европа и Съединените щати, въпреки първоначално пасивната изчаквателна позиция на Съветския съюз и Коминтерна. В критиките към режима в Германия са мобилизирани не само комунисти, но и по-широки леви кръгове, включително известни интелектуалци. В много градове се провеждат демонстрации пред германските дипломатически представителства, организират се комитети и петиции в защита на обвиняемите, на редица места пристанщните профсъюзи отказват да обслужват кораби под германски флаг. През август е издадена „Кафява книга за пожара в Райхстага и хитлеристкия терор“, която за броени дни е преведена на седемнадесет езика.
Кулминация на кампанията е организираният в Лондон неофициален контрапроцес на 14 – 20 септември 1933 година. Членове на комисията са нидерландската адвокатка д-р Бетси Бекер Норт, френският депутат и юрист Винсент дьо Моро-Гиафери, белгийският адвокат Пиер Вермейлен, бившият италиански министър-председател Франческо Нити и членът на Швейцарския национален съвет адвокатът Йоханес Хубер. В секретариата на комисията влизат Г. Брантинг, Ромен Ролан и адвокатът Курт Розенфелд. За повече от 5 месеца комисията изслушва над 100 свидетели. Прави анкети в Холандия, за да изследва случая Ван дер Любе.
Изслушани са 30 експерти и свидетели, сред тях политици, писатели, социалдемократи, комунисти. Издадена е „Кафява книга на разкритията по опожаряването на Райхстага и Хитлеровия терор“.
На 20 септември, ден преди да започне процесът на Имперския съд в Лайпциг, международната следствена комисия публикува своята присъда от 30 страници. Подпалването на Райхстага не е извършено само от Маринус ван дер Любе. Има вероятност подпалвачите да са използвали подземния вход, който свързва Райхстага с президентския дворец.
Подсъдимите Георги Димитров, Благой Попов, Васил Танев и Ернст Торглер са оправдани. Още същия ден лондонската присъда е предадена по радиото, а докладът на международната следствена комисия е изпратен на Имперския съд в Лайпциг.